# Мельхиор
Мельхио́р (нем. Melchior, искажённое фр. maillechort) — однофазный сплав меди с никелем, иногда с добавками железа и марганца, получивший своё название по именам французских изобретателей из Лиона — Майо (Maillot) и Шорье (Chorier или Chortier), — которые создали свой сплав в 1819 году.

## Сплавы
Обычно в состав мельхиора входит 5—30 % никеля, ⩽ 0,8 % железа и ⩽ 1 % марганца, хотя в отдельных случаях он отличается от этих пропорций. Раньше под мельхиором понимались не только медно-никелевые сплавы, но и сплавы меди с никелем и цинком (нейзильберы), а также посеребрённую латунь, из-за чего изделия из этих материалов часто называют мельхиоровыми.
Помимо мельхиора существуют и другие медно-никелевые сплавы: как частный случай — монель, содержание никеля в котором достигает 67 %, а также нейзильбер, в котором дополнительно присутствует цинк и другие элементы. Например, при изготовлении проволочных резисторов используется сплав, близкий по химическому составу к мельхиору, содержащий 59 % меди и 41 % никеля — константан.
Сплавы типа мельхиора представляют собой твёрдые растворы, поэтому они хорошо обрабатываются в холодном и горячем состояниях. Мельхиор отличается высокой коррозионной стойкостью в пресной и морской воде, сухих газах, а также в атмосферных условиях. С увеличением содержания никеля коррозионная стойкость и прочность увеличиваются.

## Этимология
Сплав меди с никелем был известен ещё в III веке до н. э. как «белая медь». Современное название произошло от имён его «изобретателей» — французов Майо и Шорье (фр. Maillot, Chorier). Французское название Maillot-Chorier в немецком языке исказилось в Melchior, и затем распространилось в русском. В современных европейских языках сплавы меди с никелем часто связаны с латинским названием его компонентов — cupronickel (в отличие от названий сплавов меди с никелем и цинком, которые обычно называют никелевым серебром — nickel silver, германским серебром — German silver, новым серебром — англ. new silver, нем. Neusilber; при этом название Mailechort тоже иногда употребляется по отношению к сплавам меди с никелем и цинком — нейзильберам).

## Свойства
По внешнему виду мельхиор похож на серебро, при этом обладает большей механической прочностью.
Основные характеристики: серебристый цвет, высокая коррозионная стойкость, температура плавления около 1170 °С (зависит от состава сплава), пластичен, хорошо обрабатывается давлением (штампуется, режется, чеканится) в холодном и горячем состоянии, паяется, полируется.

## Применение

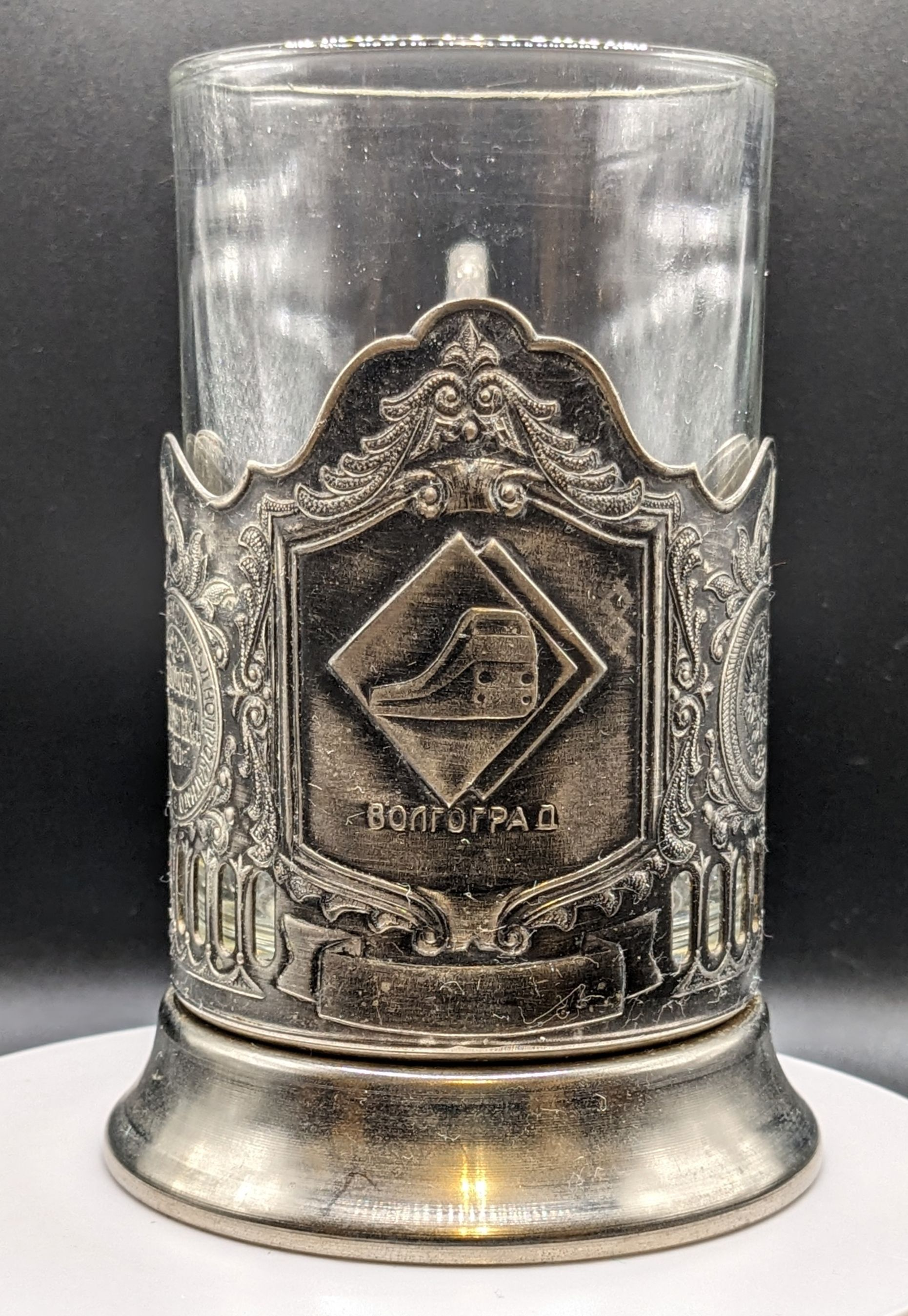
Подстаканник фирменного поезда «Волгоград», изготовленный из мельхиора

Сплав широко применяют для изготовления посуды и недорогих ювелирных и художественных изделий. Большинство современных монет серебристого цвета изготавливают из мельхиора (обычно 75 % меди и 25 % никеля с незначительными добавками марганца). В СССР и России мельхиор нашёл широкое применение при изготовлении подстаканников.
В зависимости от состава мельхиор может быть электроотрицательным относительно морской воды, из-за чего применяется в производстве высококачественных деталей морских лодок. Из мельхиора изготавливают термогенераторы, точные резисторы и так далее.
Мельхиор применяется в производстве медицинского инструмента.